# Infinitesimalregning
 Der er for få eller ingen kildehenvisninger i denne artikel, hvilket er et problem. Du kan hjælpe ved at angive troværdige kilder til de påstande, som fremføres i artiklen.

Infinitesimalregning er en gren inden for matematikken, grundlagt af Isaac Newton og Gottfried Leibniz med skabelsen af differentialregning. Der var en lang kontrovers om, hvorvidt det var Newton eller Leibniz, der skabte infinitesimalregningen. Den almindelige konsensus er, at begge opdagede den uafhængigt af hinanden, men at Newton kom først, og Leibniz publicerede først.
Infinitesimalregning beskæftiger sig med "uendeligt små" ændringer af kontinuerte funktioner, dvs. matematiske funktioner, der beskriver noget, der ændrer sig "glat". Et eksempel er bevægelse; man kan ikke bevæge sig fra et sted til et andet uden at have været alle steder imellem.
For at forstå begrebet "uendeligt lille" (infinitesimal) kan man som analogi betragte fotografering: Vi tænker på et fotografi som et billede taget på et bestemt tidspunkt, men i virkeligheden er billedet eksponeret i et kort tidsrum. Jo kortere man kan gøre eksponeringstiden, jo mindre ser man rystelser etc. Hvis eksponeringstiden kunne gøres uendelig kort, ville billedet blive perfekt.
Infinitesimalregningen kan groft sagt opdeles i to tæt beslægtede discipliner: Differentialregning og integralregning.
Differentialregning beskæftiger sig med små ændringer i funktionen. Dette gøres ved at se på ændringer i grænsen, hvor ændringen bliver uendeligt lille (nul). I eksemplet med bevægelse kunne man f.eks. se på to positioner meget tæt på hinanden samt hvor lang tid, der var gået imellem dem, og på den måde beregne hastigheden. Jo tættere punkterne er på hinanden, jo mere præcis bliver beregningen af hastigheden. I grænsen, hvor punkterne falder oven i hinanden, kan man sige, hvad hastigheden var på et givet sted, præcis som når man aflæser et speedometer i en bil. Se mere i artiklen om Differentialregning.
Integralregning er det modsatte af differentialregning. Her forsøger man at lægge alle de uendeligt små dele sammen til en helhed. Som analogi kan man betragte et stykke papir (der ikke er firkantet, f.eks. en silhouet eller et kunstfærdigt klippet gækkebrev). Hvis man vil bestemme hvor stort papiret er, kunne man for at få en tilnærmelse klippe det i strimler, og måle strimlernes areal ved at måle hvor brede og lange strimlerne er. Summen af de beregnede arealer vil være en tilnærmelse til papirets areal, men vil ikke være præcist da strimlernes ender kan være skrå. Gør man strimlerne smallere, bliver tilnærmelsen bedre, og forestiller man sig, at man kunne gøre strimlerne uendeligt smalle, ville målingen af papirets areal blive præcis. Se mere i artiklen om Integralregning.
Infinitesimalregningen anvendes inden for en bred vifte af matematiske discipliner, fra den meste teoretiske og rene matematik til anvendt matematik. For fuldstændighedens skyld skal det nævnes, at infinitesimalregningen også kan behandle diskontinuerte funktioner; disse behandles typisk stykkevis, dvs. man behandler hver kontinuert del for sig.